# Валера, Хосе Грегорио
Хосе́ Грего́рио Вале́ра (исп. José Gregorio Valera) — венесуэльский политик и военный деятель, генерал, президент Венесуэлы в течение двух месяцев 1878—1879 годах. Сводный брат своего предшественника Франсиско Линареса Алькантра.
Был известен, как военный, принявший участие в боевых действиях против президента Хосе Руперто Монагаса в 1867—1868 годах. Перед своим избранием занимал посты военного министра (1877—1878) и председателя Конгресса страны (1878—1879).
15 декабря 1878 года избран президентом Учредительным собранием страны, собравшемся после внезапной смерти президента Франсиско Линареса Алькантара.
Однако один из давних противников президента Алькантара, избранный вице-президентом генерал Хосе Грегорио Седеньо не признал этот акт и, провозгласив штат Карабобо автономным, начал оттуда марш на Каракас, который взял 13 февраля 1879 года, провозгласив новым главой страны бывшего президента генерала Антонио Гусмана Бланко.
Запомнился только этим конфликтом и указом о разрушении памятников и статуй А. Г. Бланко. Позже обвинялся в убийстве генерала Рафаэля Марии Гуальдрона, однако в 1889 году был оправдан.
Точные сведения о датах рождения, молодости и смерти Х. Г. Валера отсутствуют.